# Asparagus alopecurus
Asparagus alopecurus là một loài thực vật có hoa trong họ Măng tây. Loài này được (Oberm.) Malcomber & Sebsebe mô tả khoa học đầu tiên năm 1993.